# Gandiol
El Gandiol (o Gandiole o Ganjool) fou, històricament, una regió del Senegal situada sobre la Gran Costa, una mica al sud de Saint-Louis, no lluny de la desembocadura del riu Senegal. Des de 2014, amb l'adopció de l'Acte 3 de la descentralització, és un municipi a part sencera.

## Història

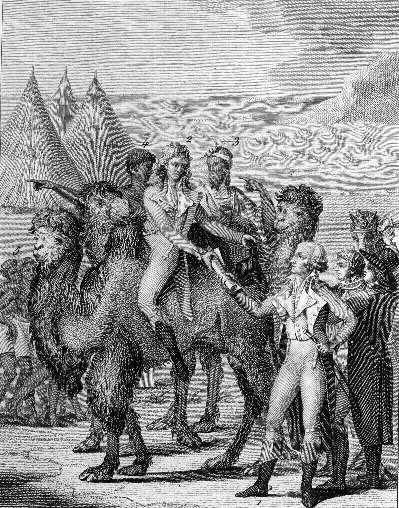
Habitants del Gandiol ajudant a la sortida d'una missió cap a Galam (gravat de 1802)

El Gandiol fou una antiga província del Cayor.
En 2009 Gandiol ha esdevingut una col·lectivitat local erigida en comunitat rural i a continuació en municipi l'any 2014.

## Geografia
Avui encara la regió és de vegades designada com « el Gandiol », o Gandiolès
És una gran zona que reagrupa diversos pobles com Tassinère, Ricotte, Mboumbaye, Ndiébène, Pilot, Darou Salam i Mouit, 

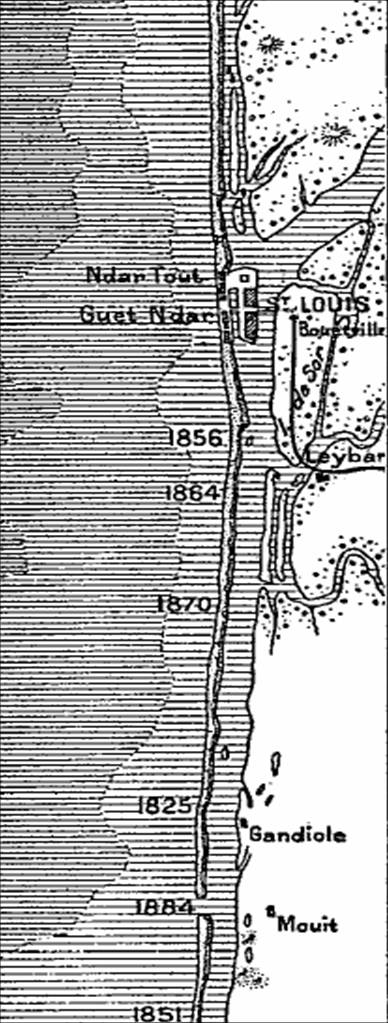
Gandiol, al sud de Sant-Louis

### Població
Les poblacions anomenades «gandiol-gandiol » en llengua wòlof, viuen essencialment de la pesca i de l'agricultura. Avui dia se'ls troba un poc per tot arreu en les grans ciutats del Senegal: Dakar, Diourbel, Thiès i en el món. L'antic president del Sénégal Abdoulaye Wade és procedent del Gandiol.

### Economia
Gandiol es troba a l'extrem nord de la zona dels Niayes. La seva activitat dominant és la captura de màrisc. No obstant això el turisme, la pesca i el comerç ocupen un lloc molt important.
A prop de Gandiol es troben la Reserva de Guembeul amb les seves tortugues, gaseles, micos vermells, oryx i altres; i el Parc nacional de la Langue de Barbarie.
El Gandiol va acollir la primera escola rural de l'Àfrica de l'oest, implantada primer al poble de Mouit, sent a continuació transferida a Tassinère. La localitat compta amb diverses escoles primàries, dos col·legis d'ensenyament mitjà (CEM) i un Liceu.
El poble de Pilote ha esdevingut molt cèlebre pel fet de la instal·lació del seu far que permet d'orientar vaixells i pirogues sobre el riu.
El poble de Mouit protegeix el Parc nacional de la Langue de Barbarie.